# Pajanelia
Pajanelia, monotipski biljni rod iz porodice katalpovki smješten u tribus paleotropske klade . Jedina je vrsta P. longifolia, drvo rasprostranjeno od Indije do Malezije. 

## Opis
Malo do srednje veliko stablo, 8–15 (rijetko do –25 ili 30) m visoko, slabo razgranato s velikim, ukrasnim cvjetovima. Na svom području često uz riječne obale i uz rubove obalnih tropskih zimzelenih šuma, i to od južne Indije, na istok kroz istočni Bengal, donju Burmu, Tenasserim, Andamanske otoke, Tajland, Malajski poluotok, sjevernu Sumatru i otočje Natuna. 

## Ljekovitost
Uvarak od lišća koristi se za liječenje groznice. Vrući uvarak od lišća koristi se izvana protiv želučanih smetnji.

## Upotreba
Drvo je vrlo tvrdo, koristilo se na Andamanskim otocima za gradnju kuća, dasaka i kanua. Na otoku Natuna drvo je cijenjeno za gradnju brodova.
- P. longifolia
- P. longifolia
- P. longifolia
- P. longifolia

## Sinonimi
- Bignonia indica Lour.; Fl. Cochinch.: 460 (1790), nom. illeg.
- Bignonia longifolia Willd.; Sp. Pl. 3: 306 (1800)
- Bignonia macrostachya Wall. ex G.Don; Gen. Hist. 4: 22 (1837)
- Bignonia multijuga Wall.; Pl. Asiat. Rar. 1: 81 (1830)
- Bignonia pajanelia Buch.-Ham.; Trans. Linn. Soc. London 13: 515 (1822)
- Pajanelia multijuga (Wall.) DC.; Prodr. [A. DC.] 9: 227 (1845)
- Pajanelia rheedii Wight; Icon. Pl. Ind. Orient.: t. 1343 (1848)